# Nekrolog 1126
Nekrolog
◄◄
| ◄
| 1122
| 1123
| 1124
| 1125
| 1126 | 1127 | 1128 | 1129 | 1130 | ► | ►►
Weitere Ereignisse | Allgemeiner Nekrolog 1126
Die Beschreibung der verstorbenen Person sollte so kurz wie möglich gehalten sein und nur deren signifikante Tätigkeit(en) enthalten.
Neue Namen ggf. auch unter dem Geburts- und Sterbedatum, also etwa unter 1. Januar und im Geburts- und Sterbejahr (2024) eintragen (nur bei entsprechender großer Wichtigkeit). Für Beispiele siehe die schon vorhandenen Artikel.
Außerdem über die fünf zuletzt Verstorbenen, zu denen es einen ausreichend guten Artikel für eine Präsentation auf der Hauptseite gibt, nach der todesbedingten Überarbeitung der Artikel ggf. auch unter Wikipedia Diskussion:Hauptseite informieren und sie am besten auch in den anderen Wikipedia-Sprachversionen eintragen. Tipp: Regelmäßig bei news.google.de nach „ist tot“, „gestorben“ oder „verstorben“ suchen.
Wenn eine Person gestorben ist, gibt es viele Seiten zu dieser Person in der Wikipedia, die davon auch betroffen sind und entsprechend aktualisiert werden müssen. Beispiele: Namenübersichtsseite, Geburtsjahr, Geburtsort-Seiten und viele mehr.
Wie finde ich die betroffenen Seiten?
Im Suchfeld auf der linken Seite gibt man den Suchbegriff so ein: „Vorname Nachname“. Dann klickt man auf Volltext und alle Seiten mit entsprechendem Suchtext werden aufgerufen. Hier sieht man dann schnell, wo auch das Todesjahr Sinn macht oder sogar ein Teil des Artikels angepasst werden muss. Auch hilft das „Werkzeug“ auf der linken Seite sehr gut, um solche Seiten aufzufinden: „Links auf diese Seite“. Somit ist die Wikipedia wieder aktuell in allen Bereichen! Hinweis: bei Eintragung der Kategorie „Gestorben JAHR“ wird der Missbrauchsfilter 49 ausgelöst, was jedoch nicht schlimm ist. Siehe: Spezial:Missbrauchsfilter/49
Dies ist eine Liste von im Jahr 1126 verstorbenen bekannten Persönlichkeiten. Die Einträge erfolgen innerhalb der einzelnen Daten alphabetisch sortiert. Tiere sind im Nekrolog für Tiere zu finden.

## Februar
| Tag         | Name        | Beruf, bekannt als                                  | Alter | Beleg |
| ----------- | ----------- | --------------------------------------------------- | ----- | ----- |
| 10. Februar | Wilhelm IX. | Herzog von Aquitanien und Gascogne, Graf von Poitou | 55    |       |
| 18. Februar | Gebhard II. | Herr zu Querfurt                                    |       |       |
| 18. Februar | Otto II.    | Herzog von Olmütz und Brünn                         |       |       |

## März
| Tag     | Name                    | Beruf, bekannt als                       | Alter | Beleg |
| ------- | ----------------------- | ---------------------------------------- | ----- | ----- |
| 3. März | Hartwig I. von Spanheim | Bischof von Regensburg                   |       |       |
| 8. März | Urraca                  | Königin von Kastilien, Galicien und Leon |       |       |

## Juni
| Tag      | Name                 | Beruf, bekannt als                                      | Alter | Beleg |
| -------- | -------------------- | ------------------------------------------------------- | ----- | ----- |
| 4. Juni  | Werner von Ellerbach | Benediktiner, erster Abt des Klosters Wiblingen         |       |       |
| 14. Juni | Hugo I.              | Graf von Troyes und Graf von Champagne                  |       |       |
| 21. Juni | Raimund von Roda     | spanischer Heiliger und Bischof der katholischen Kirche |       |       |
| 27. Juni | Poppo                | deutscher Benediktinerabt                               |       |       |

## Juli
| Tag      | Name                | Beruf, bekannt als                                 | Alter | Beleg |
| -------- | ------------------- | -------------------------------------------------- | ----- | ----- |
| 30. Juli | Cécile de Normandie | Tochter von Wilhelm dem Eroberer, Abtissin in Caen |       |       |

## September
| Tag          | Name              | Beruf, bekannt als                       | Alter | Beleg |
| ------------ | ----------------- | ---------------------------------------- | ----- | ----- |
| 1. September | Swatawa von Polen | Frau des böhmischen Königs Vratislav II. |       |       |

## Dezember
| Tag          | Name                   | Beruf, bekannt als                  | Alter | Beleg |
| ------------ | ---------------------- | ----------------------------------- | ----- | ----- |
| 8. Dezember  | Abū l-Walīd ibn Ruschd | malikitischer Gelehrter und Richter |       |       |
| 13. Dezember | Heinrich IX.           | Herzog von Bayern                   |       |       |
| 29. Dezember | Pontius von Melgueil   | Abt von Cluny und Kardinal          |       |       |

## Datum unbekannt
| Tag | Name                     | Beruf, bekannt als   | Alter | Beleg |
| --- | ------------------------ | -------------------- | ----- | ----- |
|     | Coelestin II.            | Gegenpapst           |       |       |
|     | Ahmad Ghazali            | islamischer Mystiker |       |       |
|     | Haymo                    | Bischof von Breslau  |       |       |
|     | Johannes II.             | Bischof von Olmütz   |       |       |
|     | Walo II. von Veckenstedt | Herr von Veckenstedt |       |       |